# 떴다! 럭키맨
《떴다! 럭키맨》(일본어: とっても!ラッキーマン)은 의 원작만화로 1993년부터 1997년까지 슈에이샤의 주간 소년 점프에서 연재한 작품으로 총 16권의 코믹스판 단행본이 있다. 애니메이션판은 TV 도쿄에서 1994년 4월 6일부터 1995년 3월 23일까지 총 50화가 방영되었다. 한국어 코믹스판 단행본은 1997년부터 1998년까지 서울문화사 아이큐점프에서 총 16권으로 출판했다. 한국어 더빙판은 일본 방영연도로부터 14년 만에 투니버스에서 2008년 12월 24일부터 방영하였다.

## 개요
- 일본에서는 1994년 4월 6일에서 9월 28일 수요일 18:00~18:30에, 이후 편성 변경으로 1994년 10월13일에서 1995년 3월 23일까지 목요일 19:00~19:30에 방송되었다.
- 수요일 방영 시간대에는 한 화씩 연결 짓는 내용으로 이어갔으나, 목요일 방영 시간대 변경 이후로는 주로 유비레이져 편이 되었다.
- 그러나 애니메이션화가 너무 빨랐던 탓에 원작 완결도 되기 전에, 원작을 따라 잡다가 갑자기 방영종료를 하게 되었다.
- 투니버스 방영분은 작품 현지화에 맞추다 보니 왜색이 짙거나 어린이들이 보기에 다소 불편한 내용들이 수정 및 삭제되었으며, 일부 화수(27화)는 방영되지 못했다.
- 투니버스 방영시에 37화(투니버스 방영분 기준)까지는 본방 시간에 방영을 했지만 어느 순간부터 본방이 사라지고 토요일에 재방송으로 편성이 되는 "우리 진상 떨어요"라는 코너가 방송사의 여러 사정으로 본방송이 되면서 차회 예고편이라든지 엔딩곡이 잘려서 방영되기도 하였다.

## 줄거리
사이타마현 코시가야시 카모에 사는, 일본에서 제일 재수없는 중학생 츠이테나이 요이치(왕재수)는 어느 날, 우주인의 UFO에 깔려 죽고 만다. 그러나 원조 럭키맨과 합체해서, 소생한 요이치(왕재수)는 럭키맨으로 변신해 일본이나 지구 더욱 더 나아가 우주의 평화를 악의 침략자들로부터 지켜나간다.

## 등장인물

### 럭키맨
원조 럭키맨(元祖ラッキーマン)
요이치(왕재수)에게 병 주고 약 주는 캐릭터.
요이치(왕재수)가 죽은 것도 다 원조 럭키맨 때문, 요이치(왕재수)가 럭키맨으로 변신하는거 도와준다
사건에 따라 어떻게 되었는지를 설명하는
해설자(?)이기도 하다.
노력맨
나스타
슈퍼스타맨
가을
여진상

### 영웅협회
승리맨
우정맨
영웅협회회장(ヒーロー協会会長)
본명 초울트라필살스페셜맨. 제3소우주 영웅들의 회장.
```
하지만 이 사람의 결단때문에 세상개혁맨,천재맨,칸퓨타맨(직감맨) 등 많은 인재들이 나쁜길로 빠져 들었다.
하지만 결국에는 다시 화해하게 된다. 영웅들이 힘들어 하면 '초짱(울트라)'라구 외치며 빛을 내 힘을 준다. 제5소우주와의 대우주신 토너먼트편 준결승전에서 야구시합을 하며 중견수를 맡는다.
```

천재맨
세상개혁맨(世直しマン)
통칭 욧짱(악당맨). 세상을 개혁한다구 해서 세상개혁맨이라구 불린다.
영웅신이 자신을 영웅협회회장으로 임명해줄거라구 생각했지만 자신들이 선택해주지않자 반감을 품고 대항하다.
우주감옥에 갇힌다. 전톳카에맨(카멜레온맨)의 도움으로 우주감옥을 탈출해서 우주를 정복하고자 다섯 손가락 레인저를 모집한다.
최강남작(最強男爵)
검은 모자에 망토를 걸치고 있는 우주인.
```
우주 정복을 계획하고 있지만 좀처럼 그게 이루어지지 못하고 있어서 자신에게 방해가 되는 럭키맨 복수 계획을 하려다가 마무리에서 만날
 어이없이 당한다.
```

## 애니메이션판 성우진
| 이름                               | 일본 성우                          | 투니버스 성우             |
| ---------------------------------- | ---------------------------------- | ------------------------- |
| 츠이테나이 요이치(왕재수) = 럭키맨 | 타나카 마유미                      | 이자명                    |
| 노력맨                             | 치바 시게루                        | 최재익                    |
| 메다치 타가루(나스타) = 슈퍼스타맨 | 이와나가 테츠야                    | 정명준(전기)→최승훈(후기) |
| 키레이다 미요(가을)                | 마츠이 나오코                      | 김현지                    |
| 데스요(여진상)                     | 타카노 우라라                      | 김현심                    |
| 원조 럭키맨                        | 사쿠라이 토시하루                  | 김기흥                    |
| 나레이션 / 럭키별                  | 마츠모토 야스노리                  | 김기흥                    |
| 승리맨                             | 모리카와 토시유키                  | 현경수                    |
| 우정맨                             | 이쿠라 카즈에                      | 정유미                    |
| 영웅협회회장                       | 故사사오카 시게조(8화)→야나미 죠지 | 최승훈                    |
| 천재맨                             | 세키 토모카즈                      | 박성태                    |
| 욧짱(악당맨) = 세상개혁맨          | 챠후린                             | 김영찬                    |
| 요이치의 아버지(재수 아빠)         | 오가타 켄이치                      | 이상헌                    |
| 요이치의 어머니(재수 엄마)         | 와타나베 미사                      | 안영미                    |
| 메다치 타쿠나이(나성)              | 키다 아유미                        | 이소은                    |
| 메다치 마센코(나별)                | 히카미 쿄코                        | 김보영                    |
| 슈퍼 아저씨                        | 챠후린                             | 유호한                    |
| 중국집 아저씨                      | 오가타 켄이치                      | 장승길                    |
| 회사원 아저씨                      | 마도노 미츠아키                    | 김정은                    |
| 최강남작                           | 오오츠카 아키오                    | 최지훈                    |
| 버틀러(로보로보) / 럭키멍멍        | 사쿠라이 토시하루                  | 이호산                    |
| 수육맨                             |                                    |                           |

## 애니메이션판 각 화별 제목
☆는 애니메이션판 오리지널 스토리를 나타낸다.
| 화수 | 원제                             | 원제(뜻)                           | 한국어판 부제                  |
| ---- | -------------------------------- | ---------------------------------- | ------------------------------ |
| 1    | かまきり星人でラッキー！         | 사마귀별인으로 럭키!               | 사마귀별 우주인과 럭키!        |
| 2    | おやじマンでラッキー！           | 아저씨맨으로 럭키!                 | 팬티맨과 한판 승부             |
| 3    | バードマンでラッキー！           | 버드맨으로 럭키!                   | 왁자지껄 소풍날                |
| 4    | 最強男爵でラッキー！             | 최강남작으로 럭키!                 | 최강남작 나타나다              |
| 5    | 猛獣使いでラッキー！             | 맹수사맨으로 럭키!                 | 동물원 대소동                  |
| 6    | オタッキーマンでラッキー！       | 오탁키맨으로 럭키!                 | 가을이 구출 대작전             |
| 7    | ブサイクゴンでラッキー！         | 부사이쿠곤으로 럭키!               | 우주 최강의 괴물               |
| 8    | 努力マンでラッキー！             | 노력맨으로 럭키!                   | 새로운 영웅 탄생               |
| 9    | 千顔マンでラッキー！             | 천안맨으로 럭키!                   | 사부와 제자의 시합             |
| 10   | またまた最強男爵でラッキー！     | 또 다시 최강남작으로 럭키!         | 다시 나타난 최강남작           |
| 11   | めだち変身でラッキー！           | 메다치 변신으로 럭키!              | 슈퍼스타맨이 간다              |
| 12   | 芸術星人でラッキー！             | 예술별인으로 럭키!                 | 예술별 우주인 습격             |
| 13   | 芸術星人でラッキーのつづき！     | 예술별인으로 럭키의 계속!          | 예술별 우주인 습격 2           |
| 14☆  | こりずに最強男爵でラッキー！     | 질리지 않고 최강남작으로 럭키!     | 최강남작은 오늘도 등장         |
| 15   | パーティー荒らしマンでラッキー！ | 파티털기맨으로 럭키!               | 가을이의 생일 파티             |
| 16   | 半魚人でラッキー！               | 반어인으로 럭키!                   | 수영장에선 상어 조심           |
| 17   | おっかけマンでラッキー！         | 뒤쫓는맨으로 럭키!                 | 짝사랑맨의 짝사랑              |
| 18   | 借金トリマンでラッキー！         | 차금토리맨으로 럭키!               | 행운을 부르는 목걸이           |
| 19   | 目立の秘密でラッキー！           | 메다치의 비밀로 럭키!              | 나스타의 소중한 비밀           |
| 20   | 爆弾マンでラッキー！             | 폭탄맨으로 럭키!                   | 방송국에서 생긴 일             |
| 21   | 納豆づけでラッキー！             | 낫토 절임으로 럭키!                | 지구 최대의 위기               |
| 22   | 納豆づけでラッキーのつづき！     | 낫토 절임으로 럭키의 계속!         | 지구 최대의 위기 2             |
| 23   | G-5(ジーゴ)でラッキー！          | G-5로 럭키!                        | 무서운 슈퍼 로봇 G-5           |
| 24☆  | シンデレラでラッキー！           | 신데렐라로 럭키!                   | 이상한 신데렐라 이야기         |
| 25   | 極悪教師マンでラッキー！         | 극악교사맨으로 럭키!               | 세뇌선생맨은 무서워            |
| 26   | 運動会マンでラッキー！           | 운동회맨으로 럭키!                 | 운동회 삼세판 경기             |
| 27☆  | 江戸時代でラッキー！             | 에도시대로 럭키!                   | (국내 미방영)                  |
| 28   | 忍者マンでラッキー！             | 닌자맨으로 럭키!                   | 자객맨과 한판 승부             |
| 29   | スポーツマンでラッキー！         | 스포츠맨으로 럭키!                 | 스포츠맨과 멋진 경기           |
| 30☆  | 合体星人でラッキー！             | 합체별인으로 럭키!                 | 무시무시한 합체 우주인         |
| 31   | 再会！勝利・友情・努力三兄弟     | 재회! 승리・우정・노력 삼형제      | 재회! 승리,우정,노력 삼형제    |
| 32   | 非常事態！全宇宙の危機!!         | 비상사태! 전 우주의 위기!!         | 비상사태! 우주의 위기          |
| 33   | 努力マンの過去！兄たちの裏切り！ | 노력맨의 과거! 형들의 배신!        | 노력맨의 과거! 형들의 배신     |
| 34   | 狙われたヒーロー協会会長!!       | 표적이 된 영웅협회회장!!           | 다가오는 어둠의 그림자         |
| 35   | 来襲！恐怖の殺し屋ヒットマン!!   | 습격! 공포의 살인청부업자 히트맨!! | 공포의 킬러 히트맨             |
| 36   | 恐怖！お手手戦隊指レンジャー!!   | 공포! 다섯 손가락 레인저!!         | 무적의 손가락 특수부대         |
| 37   | 今、始まる！宇宙最大の戦い!!     | 지금, 시작되다! 우주 최대의 싸움!! | 우주 최대의 싸움이 시작되다    |
| 38   | 衝撃！小指グリーンの正体!!       | 반격! 소지 그린의 정체!!           | 소지 그린의 충격적인 정체      |
| 39   | 完全体！スピードマンターボ!!     | 완전체! 스피드맨 터보!!            | 최후의 카드, 스피드맨 터보     |
| 40   | 第二の敵！薬指イエロー!!         | 제2의 적! 약지 옐로!!              | 두 번째 상대, 약지 옐로        |
| 41   | 第三の敵！鋼鉄・パワー二人組     | 제3의 적! 강철・파워 2인조         | 세 번째 상대, 강철맨과 파워맨  |
| 42   | 復活！美しき兄弟愛               | 부활! 아름다운 형제애              | 부활, 아름다운 형재애          |
| 43   | 苦節50年！豆腐ゲタの威力         | 수행 50년! 두부 게다의 위력        | 노력맨, 쇠나막신에 숨겨진 위력 |
| 44   | 爆発！怒りの努力マン             | 폭발! 분노의 노력맨                | 폭발, 노력맨의 분노            |
| 45   | 血の嵐！努力マンのフルパワー     | 피의 폭풍! 노력맨의 풀파워         | 우리의 시합은 예측불허         |
| 46   | ヒーロー伝説！天才マンの悲劇     | 영웅전설! 천재맨의 비극            | 영웅전설, 천재맨의 비극        |
| 47   | 対決！ラッキーマン対天才マン     | 대결! 럭키맨 대 천재맨             | 대결, 럭키맨 VS 천재맨         |
| 48   | 残忍！最高に苦しい殺し方!!       | 잔인! 최고로 괴롭게 죽이는 방법!!  | 세상에서 가장 괴로운 최후      |
| 49   | 強敵！無敵の世直しマン           | 강적! 무적의 세상개혁맨            | 최강의 적, 세상개혁맨          |
| 50   | 最後の決戦！最強の合体パワー!!   | 최후의 결전! 최강의 합체 파워      | 최종 결전, 최강 합체 파워      |

- 한국어 애니메이션판 27화는 왜색이 짙다는 이유로 불방하였다.

- 1화부터 30화까지 부제 뒤에 〈으로 럭키!〉로 붙어 있었지만, 31화부터 없어져 있다. 그러나, 한국에서 럭키맨이 인기가 없어서 삼형제 노력맨,승리맨,우정맨이 인기가 있다구 판단되어 1화만 한국어판 부제 뒤에 〈럭키!〉로 붙어서 방영하구, 2화부터 한국어판 부제를 수정해서 방영하였다. (일부 화수는 한국어판 코믹스 부제를 그대로 수정해서 방영하였다.)

## 주제가
- 여는 곡 - 럭키맨의 노래 (ラッキーマンの歌) (1화 ~ 50화)

작사 - 가모우 히로시 / 작곡 - 사세 쥬이치 / 편곡 - 야노 타쓰미 / 노래 - 야시로 아키
애니메이션판 한국어 노래 - 안영미
- 닫는 곡 - 사랑은 부거 (戀はブーガ) (1화 ~ 49화) / 투니버스판 - 사랑은 꿀꿀 (1화 ~ 26화, 28화 ~ 50화)

작사 - 가다카다 히로 / 작곡 - 사세 쥬이치 / 편곡 - 야노 타쓰미 / 노래 - 야시로 아키
애니메이션판 한국어 노래 - 김현지
- 삽입곡 - 슈퍼스타맨의 노래(スーパースターマンの歌) (11화, 12화, 19화, 23화, 28화, 42화, 49화)

노래 - 슈퍼스타맨 (성우:이와나가 테츠야)
애니메이션판 한국어 노래 - 정명준(전기)→최승훈(후기)
- 삽입곡 - 이야요 이야요가 좋아하는 마음(いやよいやよも好きの内) / 투니버스판 - 사랑 그리고 운명 (17화)

노래 - 츠이테나이 이야요(라라) (성우:와타나베 미사)
애니메이션판 한국어 노래 - 안영미
- 삽입곡 - 노력맨의 노래(努力マンの歌) (32화)

노래 - 노력맨 (성우:치바 시게루)
애니메이션판 한국어 노래 - 최재익